# 大和田金之助
大和田 金之助（おおわだ きんのすけ、旧姓・大橋、1866年9月17日〈慶応2年8月9日〉 - 没年不明）は、日本の商人（雑貨商）、実業家。大和田銀行監査役。大和田貯蓄銀行取締役。族籍は福井県平民。

## 経歴
滋賀県東浅井郡大郷村字曽根（現・長浜市）出身。大橋嘉兵衛の二男。24歳の頃に大和田荘七の二女たかの入夫となり、1910年に分家して一家を創立した。大和田家は敦賀町（現・敦賀市）で船舶代弁、倉庫、貿易業を営んでいたため金之助も大和田家に入った当初これに携わっていたが、1892年10月より旭町に煙草小売業を開始した。
1905年4月に福井県煙草之売捌人13名と計り煙草元売捌組合を創立し組合長に推され、1906年10月に嶺南四郡煙草元売捌組合長となり1931年7月に煙草元売捌官営に至る迄煙草元売捌を経営し、傍ら洋品雑貨業を始めた。また大和田貯蓄銀行取締役、大和田銀行監査役などをつとめた。

## 人物
大和田荘七の養弟、大和田正吉の養叔父である。趣味は菊花栽培、造花、麻雀。宗教は禅宗。住所は福井県敦賀郡敦賀町旭、敦賀市曙町。

## 家族・親族
大和田家
- 養子・敏治（1882年 - ?、長女こうの夫）[2][3][8]
- 長女・こう（1892年 - ?、養子敏治の妻）[2][3][8]
- 五女（大阪府士族・阿部直躬の二男清巳の妻）[8]
- 孫[2][3]

親戚
- 大和田荘七[5][注 2]（福井県多額納税者、大和田銀行、大和田貯蓄銀行各頭取）
- 大和田正吉[5]（大和田銀行専務取締役、大和田貯蓄銀行取締役）